# Aderbal Jurema
Aderbal de Araújo Jurema (João Pessoa, 17 de agosto de 1912 – São Paulo, 19 de maio de 1986) foi um advogado, professor e político brasileiro nascido na Paraíba e com atuação em Pernambuco.

## Biografia
Advogado formado pela Faculdade de Direito do Recife, seria posteriormente ali professor. Diretor do Serviço de Informação Agrícola do Ministério da Agricultura (1946-1947) e secretário do ministro João Cleofas de Oliveira, além de Secretário de Educação nos governos de Etelvino Lins e Cordeiro de Farias.
Ingressou na carreira política via PSD sendo eleito deputado federal em 1958 e 1962 chegando ao posto de vice-líder da bancada. Deposto o Governo João Goulart e instituído o regime bipartidário pelos militares em meados dos anos 1960, Aderbal Jurema migrou para a ARENA por cuja legenda foi reeleito em 1966, 1970 e 1974. Senador biônico em 1978, migrou para o PDS e para o PFL sendo eleito presidente do diretório regional deste último em Pernambuco. Faleceu no curso do mandato vítima de câncer.
Seu irmão, Abelardo Jurema, foi deputado federal pela Paraíba e Ministro da Justiça do governo João Goulart, sendo cassado logo após a deposição deste em 1964.

## Obras
- Provincianas (1949);
- O sobrado na paisagem recifense (1953)